# Piledriver (mikroarchitektúra)
Az AMD Piledriver Family 15h az AMD által fejlesztett mikroarchitektúra, ami a Bulldozer második generációs utódja. Az asztali, mobil és szervereszközök piacát célozza meg. Az AMD Accelerated Processing Unit (korábban Fusion), AMD FX és az Opteron processzorcsaládokban alkalmazzák.
A Bulldozerhez képest fokozatos változtatások történtek benne. A Piledriver ugyanazt a „modul” kialakítást használja. Fő fejlesztései az elágazás-előrejelzés és az FPU/fixpontos ütemezés terén történtek, a hardver mélyebb területén pedig a meredek élű flip-flopokra való átállás, ami az energiafelhasználást javítja. Ez tette lehetővé az órajel 8-10%-os növelését és az átlagosan 15% körüli teljesítménynövekedést, hasonló energiafelvételi jellemzők mellett. Az FX-9590 körülbelül 40%-kal gyorsabb, mint a Bulldozer alapú FX-8150, leginkább a magasabb órajel miatt.
A Piledriveren alapuló termékek először 2012. május 15-én jelentek meg az AMD Accelerated Processing Unit (APU), kódnevén Trinity mobil termékcsaláddal.
Az asztali számítógépekhez szánt APU-k 2012. október elején jelentek meg, a Piledriver-alapú FX sorozatú CPU-k még ugyanebben a hónapban.
A Piledriverre épülő Opteron szerverprocesszorokat 2012. december elején jelentették be.

## Tervezés
A Piledriver a következő fejlesztéseket tartalmazza az eredeti Bulldozer mikroarchitektúrához képest:
- klaszterezett többszálas végrehajtás
- magasabb órajel
- utasítások száma órajelciklusonként (instructions per cycle, IPC) növekedett
- alacsonyabb energiafogyasztás és hőmérséklet
- Turbo Core 3.0
- gyorsabb integrált memóriavezérlő (IMC)
- javított hardveres osztó
- javított elágazásbecslés és előbetöltés
- perceptronos elágazás-előrejelző[8][9]
- javított lebegőpontos és fixpontos ütemezés
- Advanced Vector Extensions (AVX) 1.1 támogatás,[10][11] FMA3, BMI1 és TBM
- nagyobb L1 TLB-k (címfordítási segédpuffer)) és L2 hatékonyság javítások
- áttérés meredek élű flip-flopokra, ami lehetővé teszi az energiafogyasztás csökkentését
- Cyclos rezonáns órajel-háló (RCM) technológia[12][13]
- 17–220 W tervezett hőteljesítmény (TDP)

## Processzorok

### Asztali
| Modell    | CPU                                       | CPU         | CPU         | CPU         | CPU         | GPU      | GPU      | GPU         | TDP (W) | DDR3 memória | Turbo Core 3.0 | foglalat |
| Modell    | [modulok/lebegőpontos egységek ] mag/szál | frek. (GHz) | frek. (GHz) | gyorsítótár | gyorsítótár | modell   | konfig   | frek. (MHz) | TDP (W) | DDR3 memória | Turbo Core 3.0 | foglalat |
| Modell    | [modulok/lebegőpontos egységek ] mag/szál | alap        | turbó       | L2          | L3          | modell   | konfig   | frek. (MHz) | TDP (W) | DDR3 memória | Turbo Core 3.0 | foglalat |
| --------- | ----------------------------------------- | ----------- | ----------- | ----------- | ----------- | -------- | -------- | ----------- | ------- | ------------ | -------------- | -------- |
| FX-9590   | [4]8                                      | 4.7         | 5.0         | 4× 2 MiB    | 8 MiB       | N/A      | N/A      | N/A         | 220     | 1866         | Igen           | AM3+     |
| FX-9370   | [4]8                                      | 4.4         | 4.7         | 4× 2 MiB    | 8 MiB       | N/A      | N/A      | N/A         | 220     | 1866         | Igen           | AM3+     |
| FX-8370   | [4]8                                      | 4.0         | 4.3         | 4× 2 MiB    | 8 MiB       | N/A      | N/A      | N/A         | 125     | 1866         | Igen           | AM3+     |
| FX-8370E  | [4]8                                      | 3.3         | 4.3         | 4× 2 MiB    | 8 MiB       | N/A      | N/A      | N/A         | 95      | 1866         | Igen           | AM3+     |
| FX-8350   | [4]8                                      | 4.0         | 4.2         | 4× 2 MiB    | 8 MiB       | N/A      | N/A      | N/A         | 125     | 1866         | Igen           | AM3+     |
| FX-8320   | [4]8                                      | 3.5         | 4.0         | 4× 2 MiB    | 8 MiB       | N/A      | N/A      | N/A         | 125     | 1866         | Igen           | AM3+     |
| FX-8320E  | [4]8                                      | 3.2         | 4.0         | 4× 2 MiB    | 8 MiB       | N/A      | N/A      | N/A         | 95      | 1866         | Igen           | AM3+     |
| FX-8310   | [4]8                                      | 3.4         | 4.3         | 4× 2 MiB    | 8 MiB       | N/A      | N/A      | N/A         | 95      | 1866         | Igen           | AM3+     |
| FX-8300   | [4]8                                      | 3.3         | 4.2         | 4× 2 MiB    | 8 MiB       | N/A      | N/A      | N/A         | 95      | 1866         | Igen           | AM3+     |
| FX-6350   | [3]6                                      | 3.9         | 4.2         | 3× 2 MiB    | 8 MiB       | N/A      | N/A      | N/A         | 125     | 1866         | Igen           | AM3+     |
| FX-6300   | [3]6                                      | 3.5         | 4.1         | 3× 2 MiB    | 8 MiB       | N/A      | N/A      | N/A         | 95      | 1866         | Igen           | AM3+     |
| FX-4350   | [2]4                                      | 4.2         | 4.3         | 2× 2 MiB    | 8 MiB       | N/A      | N/A      | N/A         | 125     | 1866         | Igen           | AM3+     |
| FX-4320   | [2]4                                      | 4.0         | 4.2         | 2× 2 MiB    | 4 MiB       | N/A      | N/A      | N/A         | 95      | 1866         | Igen           | AM3+     |
| FX-4300   | [2]4                                      | 3.8         | 4.0         | 2× 2 MiB    | 4 MiB       | N/A      | N/A      | N/A         | 95      | 1866         | Igen           | AM3+     |
| A10-6800K | [2]4                                      | 4.1         | 4.4         | 2× 2 MiB    | N/A         | HD 8670D | 384:24:8 | 844         | 100     | 2133         | Igen           | FM2      |
| A10-6700  | [2]4                                      | 3.7         | 4.3         | 2× 2 MiB    | N/A         | HD 8670D | 384:24:8 | 844         | 65      | 1866         | Igen           | FM2      |
| A10-5800K | [2]4                                      | 3.8         | 4.2         | 2× 2 MiB    | N/A         | HD 7660D | 384:24:8 | 800         | 100     | 1866         | Igen           | FM2      |
| A10-5700  | [2]4                                      | 3.4         | 4.0         | 2× 2 MiB    | N/A         | HD 7660D | 384:24:8 | 760         | 65      | 1866         | Igen           | FM2      |
| A8-6600K  | [2]4                                      | 3.9         | 4.2         | 2× 2 MiB    | N/A         | HD 8570D | 256:16:8 | 844         | 100     | 1866         | Igen           | FM2      |
| A8-6500   | [2]4                                      | 3.5         | 4.1         | 2× 2 MiB    | N/A         | HD 8570D | 256:16:8 | 800         | 65      | 1866         | Igen           | FM2      |
| A8-5600K  | [2]4                                      | 3.6         | 3.9         | 2× 2 MiB    | N/A         | HD 7560D | 256:16:8 | 760         | 100     | 1866         | Igen           | FM2      |
| A8-5500   | [2]4                                      | 3.2         | 3.7         | 2× 2 MiB    | N/A         | HD 7560D | 256:16:8 | 760         | 65      | 1866         | Igen           | FM2      |
| A6-6400K  | [1]2                                      | 3.9         | 4.1         | 1 MiB       | N/A         | HD 8470D | 192:12:4 | 800         | 65      | 1866         | Igen           | FM2      |
| A6-5400K  | [1]2                                      | 3.6         | 3.8         | 1 MiB       | N/A         | HD 7540D | 192:12:4 | 760         | 65      | 1866         | Igen           | FM2      |
| A4-5300   | [1]2                                      | 3.4         | 3.6         | 1 MiB       | N/A         | HD 7480D | 128:8:4  | 723         | 65      | 1600         | Igen           | FM2      |
| A4-4000   | [1]2                                      | 3.0         | 3.2         | 1 MiB       | N/A         | HD 7480D | 128:8:4  | 723         | 65      | 1333         | Igen           | FM2      |

A K utótag egy feloldott ‘A’ sorozatú processzort jelöl. Minden FX sorozatú processzor feloldott, kivéve a külön specifikált eseteket.

### Mobil

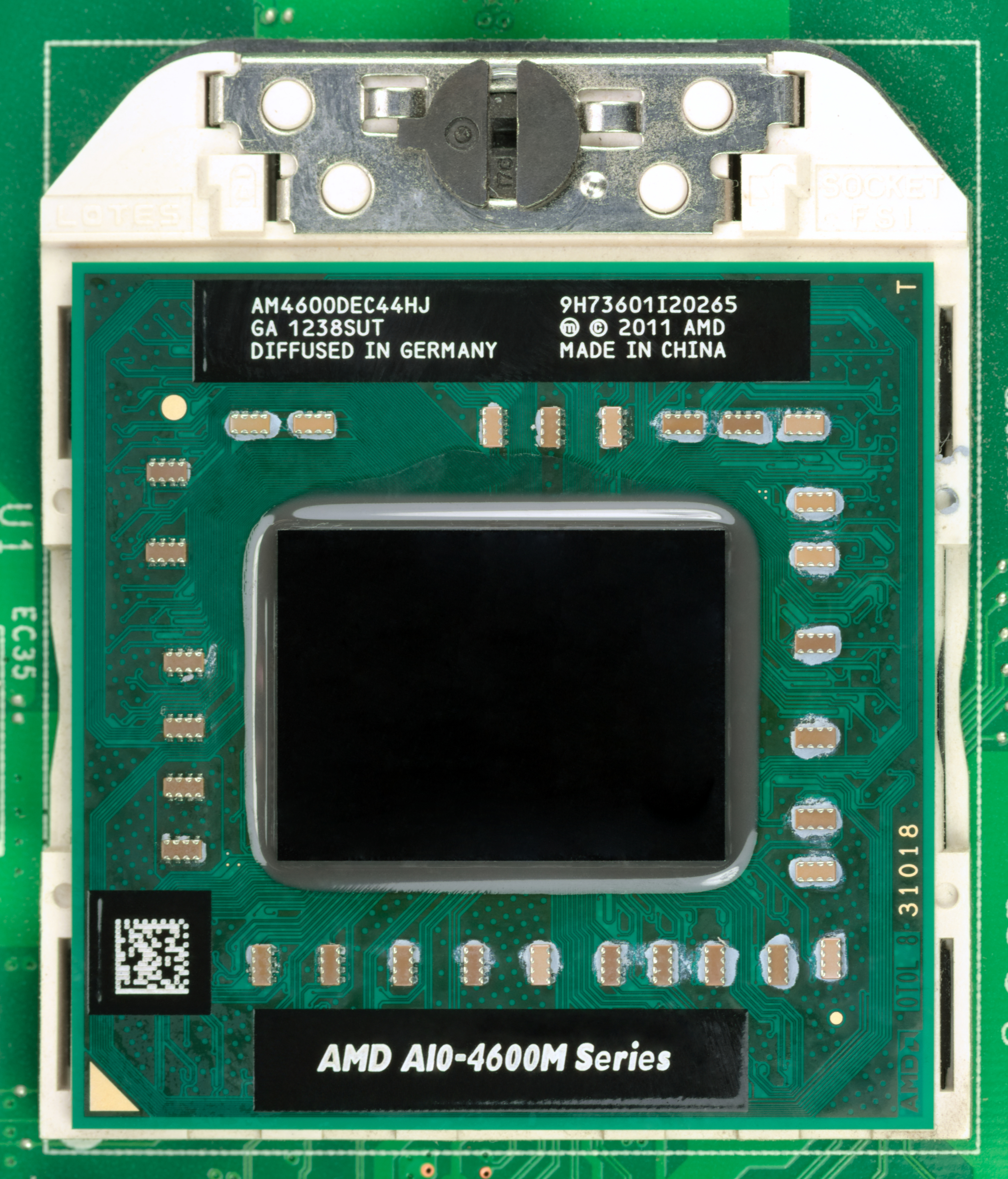
Egy AMD A10-4600M APU

| Modell    | CPU                                      | CPU         | CPU         | CPU                 | GPU      | GPU      | GPU         | GPU         | TDP (W) | DDR3 memória | foglalat |
| Modell    | [modulok/lebegőpontos egységek] mag/szál | frek. (GHz) | frek. (GHz) | L2 gyorsítótár (MB) | modell   | konfig   | frek. (GHz) | frek. (GHz) | TDP (W) | DDR3 memória | foglalat |
| Modell    | [modulok/lebegőpontos egységek] mag/szál | alap        | turbó       | L2 gyorsítótár (MB) | modell   | konfig   | alap        | turbó       | TDP (W) | DDR3 memória | foglalat |
| --------- | ---------------------------------------- | ----------- | ----------- | ------------------- | -------- | -------- | ----------- | ----------- | ------- | ------------ | -------- |
| A10-5750M | [2]4                                     | 2.5         | 3.5         | 2× 2 MiB            | HD 8650G | 384:24:8 | 533         | 720         | 35      | 1866         | FS1r2    |
| A10-4600M | [2]4                                     | 2.3         | 3.2         | 2× 2 MiB            | HD 7660G | 384:24:8 | 496         | 685         | 35      | 1866         | FS1r2    |
| A8-5550M  | [2]4                                     | 2.1         | 3.1         | 2× 2 MiB            | HD 8550G | 256:16:8 | 554         | 720         | 35      | 1866         | FS1r2    |
| A8-4500M  | [2]4                                     | 1.9         | 2.8         | 2× 2 MiB            | HD 7640G | 256:16:8 | 496         | 685         | 35      | 1866         | FS1r2    |
| A6-5350M  | [1]2                                     | 2.9         | 3.5         | 1                   | HD 8450G | 192:12:4 | 533         | 720         | 35      | 1600         | FS1r2    |
| A6-4400M  | [1]2                                     | 2.7         | 3.2         | 1                   | HD 7520G | 192:12:4 | 496         | 685         | 35      | 1600         | FS1r2    |
| A4-5150M  | [1]2                                     | 2.7         | 3.3         | 1                   | HD 8350G | 128:8:4  | 514         | 720         | 35      | 1600         | FS1r2    |
| A4-4300M  | [1]2                                     | 2.5         | 3.0         | 1                   | HD 7420G | 128:8:4  | 480         | 655         | 35      | 1600         | FS1r2    |
|           |                                          |             |             |                     |          |          |             |             |         |              |          |
| A10-5757M | [2]4                                     | 2.5         | 3.5         | 2× 2 MiB            | HD 8650G | 384:24:8 | 533         | 720         | 35      | 1600         | FP2(BGA) |
| A10-5745M | [2]4                                     | 2.1         | 2.9         | 2× 2 MiB            | HD 8610G | 384:24:8 | 533         | 626         | 25      | 1333         | FP2(BGA) |
| A10-4655M | [2]4                                     | 2.0         | 2.8         | 2× 2 MiB            | HD 7620G | 384:24:8 | 360         | 496         | 25      | 1333         | FP2(BGA) |
| A8-5557M  | [2]4                                     | 2.1         | 3.1         | 2× 2 MiB            | HD 8550G | 384:24:8 | 515         | 720         | 35      | 1600         | FP2(BGA) |
| A8-5545M  | [2]4                                     | 1.7         | 2.7         | 2× 2 MiB            | HD 8510G | 384:24:8 | 450         | 554         | 19      | 1333         | FP2(BGA) |
| A8-4555M  | [2]4                                     | 1.6         | 2.4         | 2× 2 MiB            | HD 7600G | 384:24:8 | 320         | 424         | 19      | 1333         | FP2(BGA) |
| A6-5357M  | [1]2                                     | 2.9         | 3.5         | 1                   | HD 8450G | 192:12:4 | 533         | 720         | 35      | 1600         | FP2(BGA) |
| A6-5345M  | [1]2                                     | 2.2         | 2.8         | 1                   | HD 8410G | 192:12:4 | 450         | 600         | 17      | 1333         | FP2(BGA) |
| A6-4455M  | [1]2                                     | 2.1         | 2.6         | 1                   | HD 7500G | 256:16:8 | 327         | 424         | 17      | 1333         | FP2(BGA) |
| A4-5145M  | [1]2                                     | 2.0         | 2.6         | 1                   | HD 8310G | 192:12:4 | 424         | 544         | 17      | 1333         | FP2(BGA) |
| A4-4355M  | [1]2                                     | 1.9         | 2.4         | 1                   | HD 7400G | 192:12:4 | 327         | 424         | 17      | 1333         | FP2(BGA) |

### Szerver
Néhány 32 nm-es Opteron processzor.

## Történet

### A Komodo platform
A kiszivárgott útitervek szerint a Piledriver CPU-k akár tíz magot is tartalmazhatnak a Komodo platform részeként. A Komodo 2012-ben indult volna, FM2 aljzattal, de ez elmaradt. Az AMD megtartotta a AM3+ foglalatot az FX sorozat számára, és a Piledriver-alapú APU-kat FM2-re helyezte.

### Az FX sorozat, Athlon és Opteron
2010-ben az AMD közölte, hogy a 2. generáció megjelenését 2012-re tervezi; az AMD erre a generációra eleinte Enhanced Bulldozer-ként hivatkozott. A Bulldozer mag későbbi generációja a Piledriver kódnevet kapta.
- Vishera FX sorozatú CPU – asztali teljesítmény piac (Volan platform):[16] Ez az FX sorozat a 95–220 W TDP-t célozta, 4, 6 és 8 „Piledriver” magos CPU modellekkel rendelkezik, Turbo Core 3.0-val, emellett a meglévő Socket AM3+ formátumot és az 1. generációs FX sorozatú „Zambezi” processzor 900-as sorozatú alaplapi lapkakészleteit használja. A 2. generációs FX sorozat 2012. október 23-án jelent meg az FX-8350, FX-8320, FX-6300 és FX-8350 CPU modellekkel. Az FX-8350 némileg javított energiafogyasztással rendelkezett és körülbelül 15%-kal erősebbnek bizonyult, mint a leggyorsabb Bulldozer CPU. A 2. generációs FX sorozatot a megfizethetőségéért dicsérték. Az FX 8320-at ár/teljesítmény győztesnek ismerték el, gyakran megfelelt az Intel i7 2600-asnak, feleakkora áron.[17][18] A Vishera CPU-k jól szerepeltek a versenyben a hasonló árú Intel Ivy Bridge CPU-kkal összehasonítva a többmagos alkalmazásokban, és valamennyire alulteljesítettek az általános hatékonyság terén és azokban a feladatokban, ahol a legtöbb CPU mag nem volt teljesen kihasználva, mint például az egyszálas alkalmazásokban és néhány játékban.[19][20]

2013. június 11-én, Az AMD két további FX sorozatú nyolc Piledriver magos CPU-t jelentett be, az FX-9590-et és az FX-9370-et, melyek maximális turbósebessége 5,0 GHz ill. 4,7 GHz, így az AMD lett az első vállalat, amely kereskedelmi forgalomba került 5 GHz-es CPU-t bocsátott ki. Az AMD előírja, hogy a 9xxx-es sorozatú processzorok „robusztus folyadékhűtést” igényelnek, magas termikus teljesítményük (TDP-jük) miatt 
- Trinity és Richland Athlon sorozatú CPU – Asztali Budget piac: Socket FM2 foglalatú Athlon X4 730, 740, 750K és 760k CPU modellek a négy Piledriver magos Trinity mikroarchitektúrát tartalmazzák, de hiányzik belőlük a lapkára integrált grafika. Az Athlon X2 340 kétmagos modell.[23][24][25] Socket FM2 foglalatú Richland alapú Athlon X4 760K és Athlon X2 370K CPU-k, mindkettő GPU nélküli és négy, illetve két maggal volt várható.[26][27]

A szerverpiac számára három változatot jelentettek be, amelyek ekkor fejlesztés alatt álltak:
- Webkiszolgáló, webtárhelyszolgáltató, és mikroszerver platform (1 CPU) piac: az Opteron 3200-as sorozatot (Zurich; 4 vagy 8 mag) felváltaná a Delhi (4 vagy 8 mag), amely az asztali FX sorozat Socket AM3+ formátumát alkalmazná. A memóriavezérlőnek támogatnia kell a kétcsatornás DDR3 memóriakonfigurációt.
- Költség- és energiahatékony szerver (1–2 CPU) piac: az Opteron 4200-as sorozatot (Valencia; 6 vagy 8 mag) felváltaná a Seoul (6 vagy 8 mag). A Seoul továbbra is a Socket C32 formátumot használná. A memóriavezérlő támogatja a kétcsatornás DDR3 memóriakonfigurációt.
- Vállalati/mainstream szerver (2–4 CPU) piac: az Opteron 6200-as sorozatot (Interlagos; 4, 8, 12, és 16 mag) felváltaná az Abu Dhabi (4, 8, 12, és 16 mag)). Az Abu Dhabi továbbra is a Socket G34-et fogja használni. A memóriavezérlő támogatja a négycsatornás DDR3 memóriakonfigurációt.

### APU sorozatok
- Trinity A sorozatú APU – asztali Budget és Mainstream piac (Virgo platform):[29] a Stars-alapú Llano Socket FM1 APU vonal helyettesítői a 2 és 4 Piledriver magos Socket FM2 foglalatú Trinity Fusion APU-k. Az A10-5800K, A10-5700, A8-5600K, A8-5500, A6-5400K és A4-5300 APU modellek 2012. október 2-án jelentek meg.[30] A Trinity processzorok „K” betűre végződő modellszámai feloldott CPU szorzóval rendelkező processzorokat jelölnek. A Trinity APU vonalat dicsérték kiváló integrált grafikus teljesítményéért, de a számításigényes feladatok többségében alul maradt a hasonló Intel CPU modellekkel összehasonlítva.[31]
- Trinity A sorozatú APU – notebook Mainstream és Performance piac (Comal platform):[29] A Trinity APU-val felszerelt notebookokat már 2012 júniusában szállították.[32] A mobil Trinity sorozatot négy APU alkotja: A10-4600M, A8-4500M, A6-4400M és A4-4300M. 2013 márciusában az AMD két további mobil modellt jelentett be, az A8-4557M és A10-4657M jelűeket.[33]

2013 januárjában az AMD hivatalosan bemutatott egy újabb Richland kódnevű APU sorozatot. A sorozat összesen hat új APU-t tartalmaz. A leggyorsabb modell, az A10-6800K, két Piledriver modullal rendelkezik, ezek 4,1 GHz és 4,4 GHz-en működnek turbó módban, és egy integrált HD 8670D GPU-val, ami 844 MHz-en működik és 384 streamprocesszorral rendelkezik. Csak az A10-6800K-nak van hivatalos DDR3-2133 memóriatámogatása. Az A10-6800K közelítőleg 5% teljesítményjavulást kínál a teljesítményalkalmazások és 3D-s játékok körében A10-5800K Trinity alapú elődjéhez képest, ami főleg a Richland magasabb órajelének és a Trinitynél magasabb túlhajtási potenciálnak köszönhető. 2013. március 12-én az AMD hivatalosan bemutatott négy Richland mobil APU-t. 2013. június 4-én az AMD hivatalosan bejelentett hat Richland asztali APU-t.

## Teljesítmény
2012 januárjában, Microsoft kibocsátott két gyorsjavítást (2646060 és 2645594 hotfixek) a Windows 7 és a Server 2008 R2 számára, ami jelentősen javította a klaszterezett többszálas AMD CPU-k teljesítményét, a szálak ütemezésének javításával.
A Windows 8 alapból támogatja a CMT alapú CPU-kat, úgy, hogy minden magot logikai magként, a modulokat pedig fizikai magként kezeli.

## Fordítás
Ez a szócikk részben vagy egészben  a   Piledriver (microarchitecture) című angol Wikipédia-szócikk ezen változatának fordításán alapul.  Az eredeti cikk szerkesztőit annak laptörténete sorolja fel. Ez a jelzés csupán a megfogalmazás eredetét és a szerzői jogokat jelzi, nem szolgál a cikkben szereplő információk forrásmegjelöléseként.